# Château de Cazouls-d'Hérault
Le château de Cazouls-d'Hérault est une commanderie templière, devenue hospitalière modifiée au XVe siècle, puis aux XVIIe et XVIIIe siècles.
Inscrit au titre des monuments historiques, cet édifice est situé sur la commune de Cazouls-d'Hérault, département de l'Hérault.

## Historique
La fondation de la commanderie de Cazouls-d'Hérault remonte au tout début du XIIIe siècle. En 1203, Guillaume de Rocozels, évêque de Béziers fait don au commandeur templier de Pézenas de l'église de Saint-Pierre de Cazouls ainsi que de celle de Saint-Véran d'Usclas avec tous leurs droits et dépendances. La paroisse dépend alors de la commanderie de Pézenas et ce n'est qu'après 1225 que l'on trouve mention d'un commandeur de Cazouls. Vers la fin du XIIIe siècle, la maison du Temple de Cazouls était devenue une baillie dont l'existence est attestée, entre autres, par le procès de l'ordre et l'interrogatoire de son commandeur qui a eu lieu à Poitiers,.
Après la dévolution des biens de l'ordre du Temple, les maisons et paroisses de Cazouls et d'Usclas sont dépendantes de la commanderie devenue hospitalière de Pézenas.

### Commandeurs templiers
(la) « Preceptor Sancti Petri de Casulis ».
| Nom du commandeur                         | Dates      | Commentaires |
| ----------------------------------------- | ---------- | --- |
| F. Pierre de Lézignan                     | 1225, 1228 | (la) « Petrus de Lisignano » |
| F. Garin                                  | 1233, 1235 | (la) « frater Garinus, rector domus milicie de Casulis et de Lizignano » ⇒ Recteur de la maison du Temple de Cazouls et de Lézignan (1233) |
| F. Pierre de Lacase                       | 1248       | (la) « Petrus de Casa » |
| F. Colrat                                 | 1257       | (la) « Colratus » |
| F. Raymond de Puybonnieux ou de Puéchabon | 1283       | (la) « Raimuindus de Podiobono » |
| F. Pierre Ayme                            | 1287       | (la) « Petrus Aymi, bajulus domus » ⇒ Bailli de la maison de Cazouls                                                                       |
| F. Etienne Trobat                         | 1307       | Procès : (la) « Stephanus Trobat, preceptor Baylivie de Cagulis » ⇒ Commandeur de la baillie de Cazouls                                    |

## Protection
La façade nord avec sa tour et sa tourelle d'angle ainsi que la toiture correspondante, le plafond à la française de la grande salle, la chapelle, les restes du mur d'enceinte avec son portillon et ses deux canonnières — le tout cadastré AB 303 et 304 — font l’objet d’une inscription au titre des monuments historiques depuis le 14 novembre 1979.

## Galerie

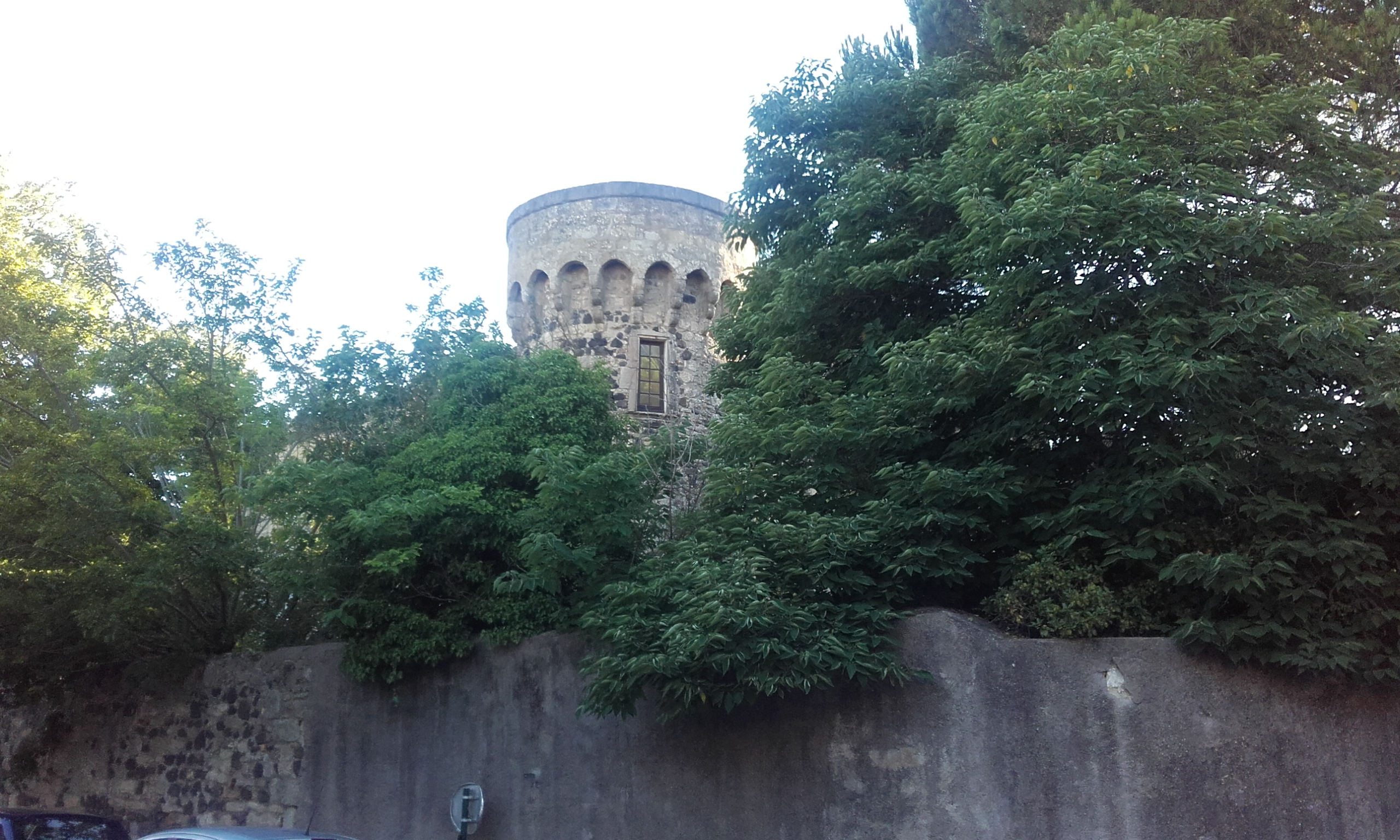
Vue d'une des tours en 2016.
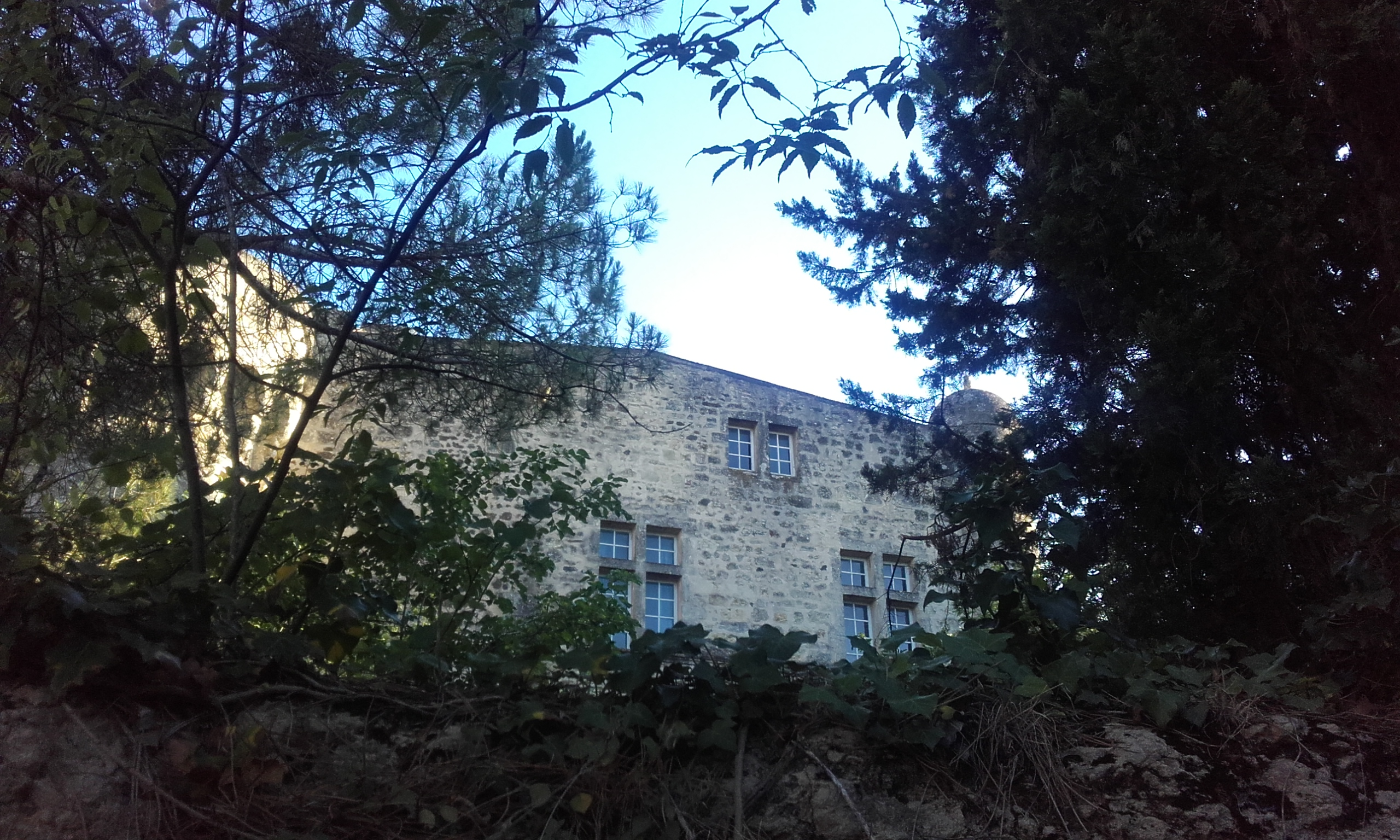
Vue d'une partie latérale depuis l’extérieur en 2016.
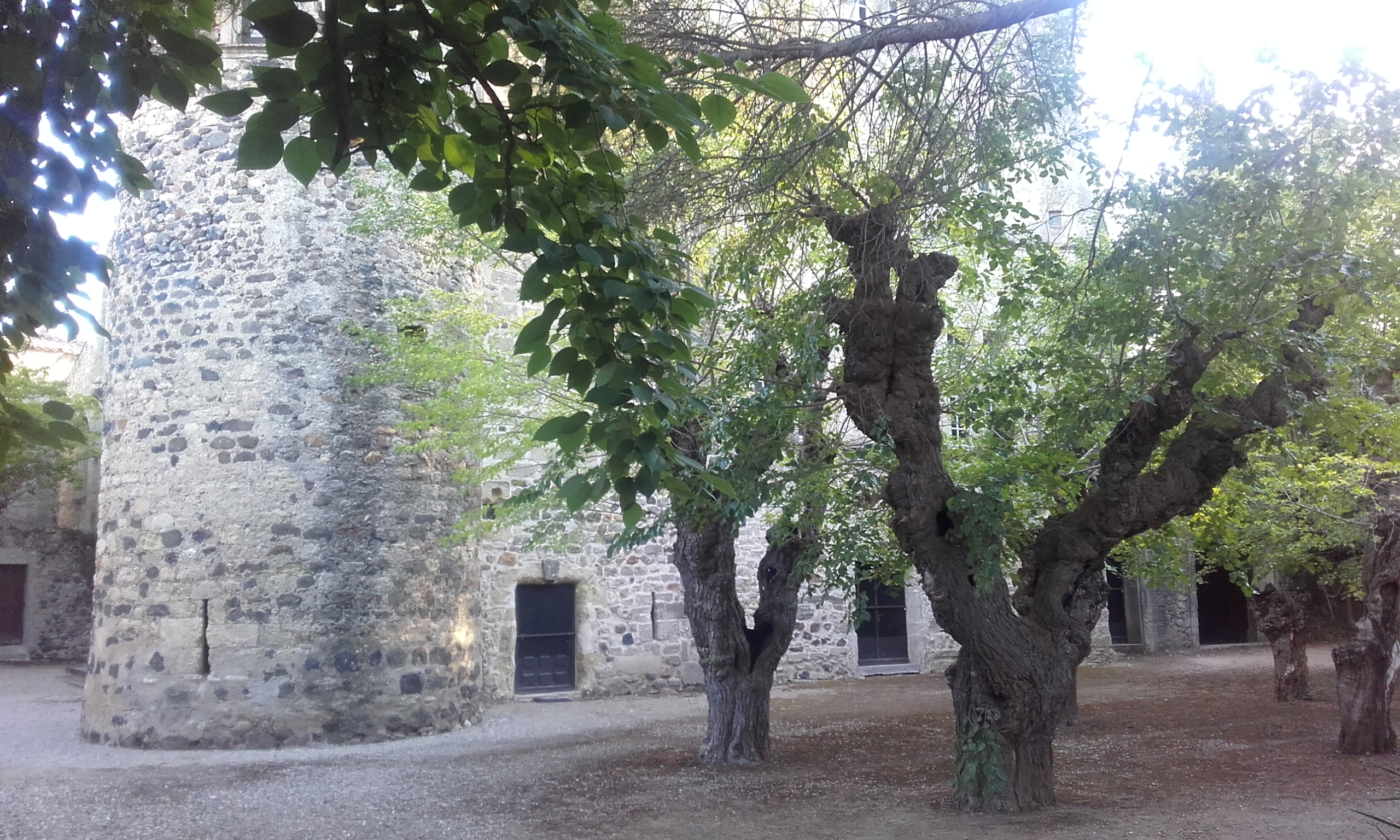
Vue de la partie inférieure du bâti en 2016.
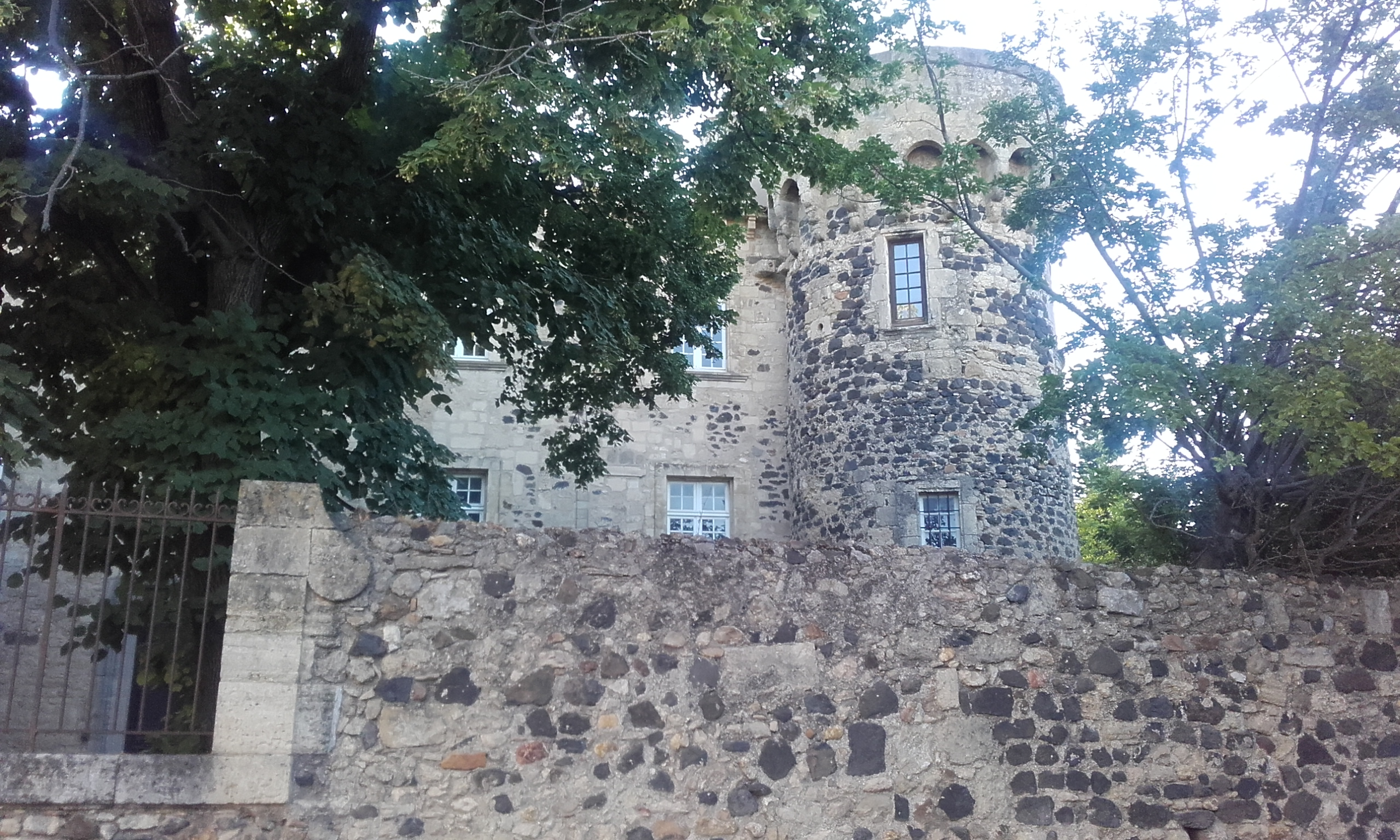
Vue générale depuis l'extérieur de la propriété en 2016.
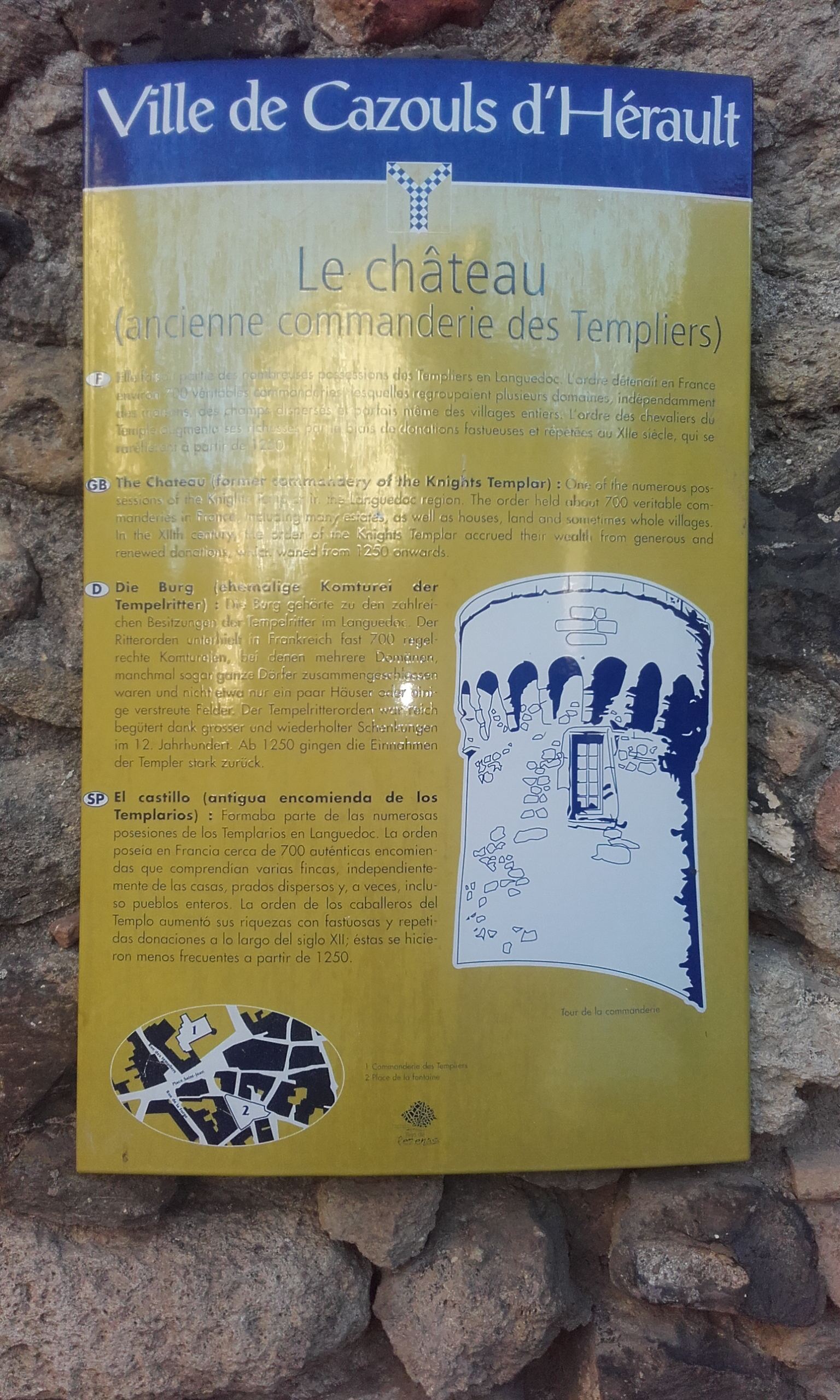
Panneau signalétique traduit en quatre langues de la propriété en 2016.